# Superauto Mach 5
Superauto Mach 5 (Mach Go Go Go?, マッハGoGoGo) è un anime prodotto dallo studio Tatsunoko Productions, basato su un manga di Tatsuo Yoshida. È stato uno dei primissimi anime ad avere successo anche all'estero, assieme ad Astro Boy. La sigla italiana è incisa dal gruppo I Cavalieri del Re sul singolo Superauto mach 5 go! go! go!/Calendar Men.
Nel 1997 Hiroshi Sasagawa ne fece un remake il cui titolo originale in Giappone era il medesimo di quello della serie originale, mentre il titolo per il mercato anglofono è Speed Racer X.
Nel 2008 è stato realizzato il film dal vivo Speed Racer, diretto dalle sorelle Wachowski e interpretato tra gli altri da Emile Hirsch e Christina Ricci, basato sulla versione americana dell'anime originale: Speed Racer è infatti il titolo che fu dato all'anime sul mercato statunitense.
Cambiamenti minori si verificano tra il manga e la serie animata, con differenze e modifiche in alcune storie narrate e con alcuni racconti posteriori aggiunti riguardanti certi personaggi e luoghi.
La storia è incentrata sulle corse automobilistiche e segue le avventure di un giovane ambizioso che aspira a diventare campione del mondo di F1; il personaggio principale è difatti questo ragazzo pilota chiamato Go Mifune.

## Trama
Go, con l'aiuto del suo fidato amico meccanico Kei, s'appresta a migliorare la sua auto da corsa in preparazione per una gara, aggiungendo un nuovo parabrezza. Scopre però ben presto che il mondo delle corse è stato inquinato dalla corruzione e sta per cadere sotto il controllo di un uomo d'affari megalomane. Gli viene difatti chiesto, in cambio d'una cospicua somma di denaro, di perdere la prossima gara di proposito, evitando guai in caso di vittoria.
Go è però disposto a lottare per la giustizia a fianco dei suoi amici, e pertanto userà la macchina sportiva per combattere la concorrenza sleale e i criminali. Quest'organizzazione terroristica tenterà allora di ucciderli con ogni mezzo a loro disposizione, al che i protagonisti si troveranno così coinvolti nelle trame nascoste di un gruppo aziendale di successo, tra progetti di nuovi motori e gare sabotate, a volte mettendo a rischio la stessa vita di Go.

## Personaggi
Go Mifune
il nome gli è dato in omaggio all'allora popolare star del cinema giapponese Toshirō Mifune. Noto per il suo amore appassionato per le corse, guida da pilota provetto la Mach5, riuscendo però sempre a finire nei guai in compagnia del fratellino e della fidanzata Michi. Sempre pronto a prender parte alle gare più insidiose e stabilire nuovi record mondiali di velocità.
Ha anche un fratello maggiore di nome Ken'ichi. Indossa una camicia blu con un colletto bianco ed una grande G gialla disegnata sopra; ha un fazzoletto rosso attorno al collo, pantaloni bianchi, calzini rossi, mocassini marroni e guanti gialli. Porta un taglio di capelli alla Elvis Presley e i suoi occhi sono azzurri. Durante le gare indossa un casco integrale con una M stampata; in certe occasioni indossa anche una giacca rossa.
Kurio
Fratellino di 7 anni di Go sempre pieno d'energie, il suo atteggiamento ribelle causa spesso problemi agli altri componenti della squadra. Goloso di caramelle, viene spesso corrotto con dolci o altri regali. Come arma personale utilizza una fionda.
Sanpei
Lo scimpanzé addomesticato di Kurio, suo fedele compagno di guai. Indossa abiti simili a quelli del bambino e dimostra d'aver la stessa indole e carattere. Si nasconde spesso nel bagagliaio della Mach5, riuscendo anche a salvare Go quando si mette in situazioni troppo pericolose per lui. Sanpei e Kurio sono quasi identici in quanto ad intelligenza e stanno sempre insieme, come veri amici.
Daisuke
Padre di Go, calvo, sovrappeso e iperprotettivo nei confronti di tutti i membri della sua famiglia. È un ex lottatore di sumo (è stato a suo tempo campione dei pesi massimi), costruttore e proprietario della macchina da corsa utilizzata da Go. Ha fondato una propria compagnia automobilistica, la "Motors Mifune", per poter lavorare liberamente alla progettazione e costruzione di un nuovo tipo di motore. Indossa una camicia rossa, un berretto ed una tuta da meccanico beige, porta un tocco comico alla serie. Le sue geniali capacità di progettazione gli hanno fatto creare motori molto potenti da installare nelle proprie auto, dando loro la possibilità di viaggiare alla massima velocità possibile mantenendo intatte le sue prestazioni.
Aya
Madre di Go, è uno dei personaggi secondari della storia, apparendo raramente sia nel manga che nell'anime con dialoghi limitati.
Racer X (il corridore mascherato)
Misterioso, esuberante, altruista e simpatico concorrente che gareggia con Go, sotto la cui identità segreta si nasconde in realtà il fratello maggiore Ken'ichi. A suo tempo, a causa di disaccordi col padre, aveva lasciato la famiglia ed era scomparso, non prima di aver promesso al padre che sarebbe diventato il più grande pilota di auto da corsa esistente. Con l'identità di Racer X prosegue la sua carriera agonistica. Si scoprirà verso la fine che in realtà è un agente segreto dell'interpol. La competizione tra i due fratelli via via che passa il tempo si fa sempre più agguerrita, anche se un po' alla volta Go inizia a sospettare qualcosa, soprattutto dopo che Racer X dimostra d'aiutarlo e salvarlo dai pericoli, anche a costo di dover rinunciare alla vittoria: sacrifica in tal modo gare già vinte per proteggerlo da altri piloti malintenzionati. La sua assistenza permette spesso a Go di vincere le gare di velocità, dopo di che lascia la scena inosservato e scompare, sfuggente come sempre. Nessuno ha mai veduto il suo vero volto in quanto indossa sempre una maschera.
Michi
Fidanzata di Go, ha 18 anni e fa parte anche lei della squadra. Vola spesso su e giù con un elicottero durante le gare, consigliandolo sulla condotta migliore da attuare attraverso un collegamento radio. Nel manga viene specificato che suo padre è il presidente d'una società d'aviazione. Un evento ricorrente, utilizzato per aggiungere un tocco comico all'anime, è quando Michi s'ingelosisce ed arrabbia quando vede Go che guarda affascinato qualche bella ragazza, o quando viene ignorata e lasciata sola e in disparte. Ha un taglio di capelli con frangetta.
A differenza dei personaggi più femminili dei cartoni animati di quel tempo, non viene raffigurata come vittima indifesa in perpetuo bisogno d'aiuto e protezione, anzi in alcune occasioni si trova lei stessa costretta a salvare altri personaggi maschili cercando di trarli fuori dalle situazioni difficili in cui si sono cacciati. Ha una parlantina ed un coraggio seconde a nessuno.
Kei
Il meccanico tuttofare della società, indossa una maglietta gialla. Sia nel manga che nell'anime viene raffigurato come un giovane eccentrico che sa tutto sulle automobili.
Pattuglia acrobatica
Sedici corridori, sulle cui divise sono ricamate le lettere dell'alfabeto inglese. Le loro vetture, ad eccezione della prima, hanno lo stesso aspetto con tinte viola-nero: dai loro fianchi possono spuntare ali quando si trovano nel bisogno di dover saltare crepacci o paludi. Viene sconfitta e distrutta insieme a Capitan Terrore da Go e i suoi amici che lo fecero cacciare dal mondo delle corse.
Capitan Terrore
Sleale guida della pattuglia acrobatica, un tipo arrogante che cerca di sabotare le gare a proprio vantaggio. Ha una Z ricamata sulla sua uniforme da corsa, un volto scheletrico ed una piuma in cima al casco; guida la vettura numero 11. Nell'anime il suo personaggio viene parzialmente modificato. Viene sconfitto e distrutto insieme alla pattuglia acrobatica da Go e i suoi amici che lo fecero cacciare dal mondo delle corse.

## Veicoli
- Mach 5, è l'auto protagonista, una cabrio bianca con una livree rosse ha una grande M sul cofano ed il numero 5 sulle fiancate. Oltre ad essere relativamente più veloce delle altre macchine in gara ha diversi potenziamenti soprattutto difensivi, attivabili premendo i relativi tasti sul volante.

## Caratteristiche dell'auto
La Mach 5 è un'auto dotata di un'enorme potenza e congegni tecnologici che la rendono superiore alle altre auto, attivabili tramite dei tasti situati sul volante.
I tasti che il pilota ha a disposizione sul volante sono sette, contrassegnati dalle lettere dalla "A" alla "G"; i primi sei sono disposti circolarmente, mentre il tasto "G" è posto al centro del volante. La descrizione di questi tasti è data nell'episodio 2 della serie animata.
- tasto A: aziona dei potenti cric ai 4 angoli della vettura, in grado di farla saltare per brevi distanze. Questi cric sono anche utili per sollevare l'auto e permettere delle rapide riparazioni o modifiche sulla vettura.
- tasto B: attiva una particolare chiodatura sugli pneumatici che ne aumentano considerevolmente l'aderenza e permettono all'auto di affrontare qualsiasi terreno e pendenza, altrimenti impossibile. Contemporaneamente, viene inoltre attivato un motore supplementare che scarica 5000hp equamente su ogni ruota.
- tasto C: attiva una coppia di lame circolari che escono dalla parte anteriore della vettura e tagliano gli ostacoli; particolarmente utili in zone di fitta vegetazione.
- tasto D: chiude l'abitacolo con un tettuccio antiproiettile in grado di proteggere il pilota e il passeggero anche in caso di incidente.
- tasto E: attiva una coppia di fari anteriori che permettono una visuale di gran lunga maggiore. Inoltre, il visore del casco del pilota attiva una modalità di visione a raggi infrarossi.
- tasto F: trasforma la Mach 5 in un sottomarino. L'abitacolo viene chiuso e riempito di ossigeno, la cui autonomia dura circa 30 minuti, e si attiva un periscopio collegato con un monitor all'interno, viene attivato.
- tasto G: attiva un automa/drone simile ad un uccello, in grado di volare, scattare foto o effettuare riprese video, e anche di ritornare nell'auto automaticamente. È stato usato anche per trasportare piccoli oggetti o manoscritti.

## Videogiochi
- Speed Racer in The Challenge of Racer X (1992, DOS)
- Speed Racer in My Most Dangerous Adventure (1994, SNES)
- Speed Racer (1995, Arcade)
- Speed Racer (1996, PlayStation)
- Mahha GōGōGō (1997, Game Boy)
- Surottā UP Koa 10 - Mahha GōGōGō 2 (2008, PlayStation 2)